# Gradin
Gradin italijansko Gradena; (nekoč: Gradinja, Gradina ali Gradigna) je gručasto naselje v Slovenski Istri, ki upravno spada pod Mestno občino Koper. 
Naselje vaškega značaja se nahaja na širšem slemenu v jugozahodnem, najvišjem predelu Šavrinskega gričevja. Zgornja vas z nekdanjo župnijsko cerkvijo sv. Križa leži na severnem robu slemena, Spodnja vas pa se spušča po blagem prisojnem pobočju. Zaselka Kaline in Stara Mandrija se nahajata ob lokalni cesti proti Abitantom in sta 2 km oddaljena od središča naselja. 